# ジェフリー・タンバー
ジェフリー・タンバー（英語: Jeffrey Michael Tambor, 1944年7月8日 - ）は、アメリカ合衆国出身の俳優・声優である。

## 来歴
1944年にカリフォルニア州サンフランシスコに生まれる。高校卒業後、サンフランシスコ州立大学へ進学し、ウェイン州立大学で演技を専攻。最初はレパートリー・シアターにて活動を始めて、アーサー・ペン演出のブロードウェイ舞台などに出演し始める。1977年に人気テレビドラマ『刑事コジャック』に出演してテレビデビュー。その後の1979年にアル・パチーノ主演の社会派サスペンス『ジャスティス』で映画デビューも果たす。

### 私生活
以前、交際していた女性との間に娘（モリー）がいるほか、現在の妻であるカーシャ・オストルンとの間に男の子（ガブリエル）がいる。2009年6月、トークショーで双子の男の子が誕生予定であることを明かした。

## 出演作品

### 映画
- ジャスティス ...And Justice for All (1979)
- 新・14日の土曜日 Saturday the 14th (1981)
- アドベンチャー・オブ・透明人間 The Man Who Wasn't There (1983)
- ミスター・マム Mr. Mom (1983)
- 恋人ゲーム No Small Affair (1984)
- タイム・リミットは午後3時 Three O'Clock High (1987)
- ブレンダ・スター Brenda Starr (1989)
- シティ・スリッカーズ City Slickers (1991)
- メル・ブルックス/逆転人生 Life Stinks (1991)
- ドク・ソルジャー/白い戦場 Article 99 (1992)
- 危険な薔薇の吐息 A House in the Hills (1993)
- 笑撃生放送! ラジオ殺人事件 Radioland Murders (1994)
- 審判 The Man Who Captured Eichmann (1996)
- スクール・ウォーズ/もうイジメは懲りごり! Big Bully (1996)
- ドクター・ドリトル Dr. Doolittle (1998)
- メリーに首ったけ There's Something About Mary (1998)
- ジョー・ブラックをよろしく Meet Joe Black (1998)
- 17歳のカルテ Girl, Interrupted (1999)
- 鬼教師ミセス・ティングル Teaching Mrs. Tingle (1999)
- ゴンゾ宇宙に帰る Muppets from Space (1999)
- ポロック 2人だけのアトリエ Pollock (2000)
- グリンチ How the Grinch Stole Christmas (2000)
- ニューヨーク セレナーデ Get Well Soon (2001)
- お坊ちゃまはラッパー志望 Malibu's Most Wanted (2003)
- セレブな彼女の落とし方 My Boss's Daughter (2003)
- ユーロトリップ EuroTrip（2004）※クレジットなし
- ヘルボーイ Hellboy (2004)
- ファンキー・モンキー Funky Monkey (2004)
- マペットのオズの魔法使い The Muppets' Wizard of Oz (2004)
- スリップ・ストリーム Slipstream (2007)
- ヘルボーイ/ゴールデン・アーミー Hellboy II: The Golden Army (2008)
- ハングオーバー! 消えた花ムコと史上最悪の二日酔い The Hangover (2009)
- モンスターVSエイリアン Monsters vs. Aliens (2009) ※声の出演
- 極秘指令 ドッグ×ドッグ Operation: Endgame (2010)
- WIN WIN ダメ男とダメ少年の最高の日々 Win Win (2011)
- フライペーパー! 史上最低の銀行強盗  Flypaper (2011)
- 宇宙人ポール Paul (2011)
- ハングオーバー!! 史上最悪の二日酔い、国境を越える The Hangover Part II (2011)
- 空飛ぶペンギン Mr. Popper's Penguins (2011)
- ブランデッド Branded (2012)
- ギャング・イン・L.A. For the Love of Money (2012)
- ハングオーバー!!! 最後の反省会 The Hangover Part III (2013)
- ロビン・ウィリアムズのクリスマスの奇跡 A Merry Friggin' Christmas (2014) ※声の出演
- バッド・ブロマンス The D Train (2015)
- トロールズ Trolls (2016) ※声の出演
- ザ・コンサルタント The Accountant (2016)
- スターリンの葬送狂騒曲 The Death of Stalin (2017)
- 権利への階段 55 Steps (2017)

### テレビドラマ
- 刑事コジャック Kojak (1977)
- 刑事スタスキー&ハッチ Starsky and Hutch (1978)
- ヒルストリート・ブルース Hill Street Blues (1981-1987)
- マッシュ M*A*S*H (1982)
- トワイライトゾーン Twilight Zone (1985-1986)
- マックス・ヘッドルーム Max Headroom (1987-1988)
- ジェシカおばさんの事件簿 Murder, She Wrote (1988)
- L.A.ロー 七人の弁護士 L.A. Law (1988)
- ハリウッド・ナイトメア Tales from the Crypt (1990)
- 恐竜家族 Dinosaurs (1993)
- ザ・プラクティス ボストン弁護士ファイル The Practice (2001)
- アレステッド・ディベロプメント Arrested Development (2003-2018)
- ロー&オーダー Law & Order (2007)
- CSI:科学捜査班 CSI: Crime Scene Investigation (2008)
- アントラージュ★オレたちのハリウッド Entourage (2008, 2009, 2010)
- ミディアム 霊能者アリソン・デュボア Medium (2009)
- サイク/名探偵はサイキック? Psych (2013)
- グッド・ワイフ The Good Wife (2013, 2014)
- LAW & ORDER:性犯罪特捜班 Law & Order: Special Victims Unit (2013, 2014)
- トランスペアレント Transparent (2014-2017)
- ボブとデヴィッドと W/ Bob and David (2015)
- 宇宙探査艦オーヴィル The Orville (2017)

### テレビアニメ
- ビルとテッドの大冒険 Bill & Ted's Excellent Adventures (1990)
- バットマン Batman (1992)
- ピンキー&ブレイン Pinky and the Brain (1995)
- Duckman: Private Dick/Family Man (1997)
- オジー&ドリックス Ozzy & Drix(2002)
- バットマン:ブレイブ&ボールド Batman: The Brave and the Bold (2009)
- アーチャー Archer (2010-2017)
- アノーイング・オレンジ The High Fructose Adventures of Annoying Orange (2012)
- バブル・ガッピーズ Bubble Guppies (2013)
- 悪魔バスター★スター・バタフライ Star vs. the Forces of Evil (2015-2018)
- ラプンツェル ザ・シリーズ Tangled: The Series (2017)

### ゲーム
- Leisure Suit Larry: Box Office Bust (2009)